# 阿龙·伯尔
小阿龙·伯尔（英語：Aaron Burr, Jr.，1756年2月6日—1836年9月14日），美国政治家、美国独立战争英雄、民主共和党成员，曾任美国参议员（1791年-1797年）、美国副总统（1801年-1805年）。
在1800年总统选举中，他与托马斯·杰斐逊获得同样的选举人票。美国众议院在进行36轮投票后才最终将杰斐逊选为总统、伯尔担任副总统。
1804年，也就是他擔任副總統的最後一年，和漢彌爾頓發生了決鬥，以漢彌爾頓傷重去世告終，往後就此事針對伯爾的指控都被撤銷，但也結束了他的政治生涯。
伯尔在1805年从副总统一职卸任后，到了美国在路易斯安纳购地新获得的西部领土旅行；他在此期间的一些行为遭到怀疑，因此被以叛国罪起诉，被指控的罪行包括：
- 试图将美国新购得的土地据为己有
- 试图非法向西班牙宣战。

但1808年他被法庭裁定无罪释放，此后他離開美國前往歐洲。1812年，他回到纽约居住，直到去世。

## 早年
亞倫·伯爾於1756年出生於紐華克，是長老會牧師兼新澤西學院（1896年成為普林斯頓大學）的第二任校長亞倫·伯爾的第二個孩子。他的母親以斯帖·爱德华·伯爾是著名神學家喬納森·愛德華茲和他的妻子莎拉的女兒。伯爾有一個姐姐莎拉，以她祖母的名字命名。她嫁給了里夫，利奇菲爾德法學院的創始人。
伯爾的父親於1757年去世，第二年母親去世，伯爾和他的姊妹。他首先與祖父母住在一起，但他的祖母也於1757年去世，祖父喬納森·愛德華茲於1758年去世。年輕的亞倫和莎莉與費城的威廉·希彭一家住在一起。1759年，孩子的監護權由21歲的表叔蒂莫西·愛德華茲承擔。第二年，愛德華茲與羅達·奧格登結婚，並帶著孩他子們搬到新澤西州伊麗莎白。伯爾與叔叔之間的關係非常緊張，經常受到身体上的懲罰。他嘗試了幾次離家出走。
伯爾13歲那年被學院錄取為二年級學生，在那裡他加入了美國輝格學會和哲學社會學會，這是該學院的文學與辯論學會。他於1772年獲得文學學士學位，并在普林斯頓學習神學一年。然後，長老會的約瑟夫·貝拉米對他進行了嚴格的神學訓練，但兩年後他改變了的職業道路。19歲那年，他與他的姐夫塔普·里夫移居康乃狄克州，後者於1771年與伯爾的妹妹結婚。1775年，萊辛頓和康科德戰役以及英軍的衝突的消息傳到了利奇菲爾德，伯爾擱置了他的學業，加入了大陸軍。

## 獨立戰爭
美國獨立戰爭期間，伯爾參加了本尼迪克特·阿諾德上校的魁北克行軍，這是一次艱苦的跋涉，穿越緬因州邊境超過480公里）。 在長征中，阿諾德對伯爾的“偉大的精神和決心”印象深刻，當伯爾河到達魁北克市時，他就把伯爾帶到聖勞倫斯河，與接管蒙特利爾的理查德·蒙哥馬利將軍聯繫，並將他護送到魁北克。然後，蒙哥馬利提伯爾擔任隊長，並使他成為一名助手。伯爾在1775年12月31日的魁北克戰役中表現出色，蒙哥馬利被殺後他試圖追回他的屍體。
1776年春天，伯爾的繼兄弟馬蒂亞斯·奧格登幫助他在喬治·華盛頓的曼哈頓工作室中取得了一席之地，但他在6月26日的兩週內辭職，進入了戰場。根據歷史學家南希·伊森伯格的說法，在戰鬥中獲得的榮譽要比在“指揮官參謀部的孤立世界”中獲得的榮譽更多。以色·普特南將軍將伯爾帶到他的麾下，在英國人從曼哈頓下城撤退到哈林區的會議上保持警惕之後，伯爾使整個旅免於被俘。 
伯爾於1777年7月晉升為中校，並擔任馬爾科姆附加大陸軍的領導。
伯爾的軍團於1778年6月28日在新澤西州的蒙茅斯戰役中被英國砲兵摧毀，同時他患上了中暑。1779年1月，他被分配到紐約的威徹斯特，指揮馬爾科姆軍團，該地區位於英國在布朗克斯金斯布里奇的哨所北部約24公里。該地區是亞歷山大·麥克杜格爾將軍的統帥部的一部分。非法綁架以及來自兩軍的紀律不明的士兵的突襲都造成了許多動盪和掠奪。
1779年3月，由於持續的健康不良，伯爾從大陸軍辭職。他重新學習法律。從技術上講，他不再服役，但仍活躍於戰爭中。他被華盛頓將軍任命，偶爾為諸如阿瑟·聖克萊等將軍執行情報任務。1779年7月，他與詹姆斯·希爾豪斯船長和康涅狄格州總督衛隊一起在康涅狄格州紐黑文召集了一群耶魯大學學生，與英國人在西河衝突。英國的前進被擊退，使他們從康乃狄克州哈姆登進入紐黑文。

## 法律與政治
儘管進行了戰時活動，伯爾還是完成了學業。1782年他結婚的那年，進入了紐約奧爾巴尼的一家律師事務所。在英國人撤離紐約後的第二年，他開始在紐約市從事法律工作。
伯爾於1784年至1785年在紐約州議會任職。此外，他繼續擔任威廉·馬爾科姆指揮的民兵大隊中校兼團團司令。1789年，喬治·克林頓任命他為紐約州總檢察長，他開始認真參政。1791年，他被立法機關選為紐約州參議員，擊敗了現任將軍菲利普·舒勒。他在參議院任職至1797年。
伯爾在1796年大選中競選總統，獲得30票選票，僅次於約翰·亞當斯、托马斯·杰斐逊和托馬斯·平克尼。他為這次失敗感到震驚，許多民主共和黨選民投票支持傑弗遜，或是傑弗遜和伯爾以外的候選人。至1800年大選，傑弗遜和伯爾成為總統和副總統候選人一起競選。
華盛頓寫道：“據我所知和所聞，伯爾上校是一個勇敢而乾練的軍官，但問題是他在計謀上不具有同等才能。”伯爾於1798年當選紐約州議會議員並一直服務到1799年。在此期間，他與荷蘭土地公司合作，通過了一項法律，允許外國人持有和轉讓土地。在亞當斯擔任總統期間，全國政黨有了明確的定義，而伯爾與民主共和黨鬆散地聯繫在一起，儘管他有溫和的聯邦黨盟友，例如新澤西州的參議員乔纳森·戴顿。

### 紐約政治
伯爾迅速成為紐約政治中的關鍵人物，比漢彌爾頓更強大，這主要歸功於塔曼尼學會的力量。伯爾將其從一個社交俱樂部轉變為一種政治機器，以幫助杰斐遜升任總統，特別是在人口稠密的紐約市。
1799年9月，伯爾與約翰·巴克·丘奇決鬥，約翰·巴克·丘奇的妻子是漢彌爾頓妻子伊麗莎白的姐姐，但丘奇曾指責伯爾從荷蘭公司行賄以換取他的政治影響力。伯爾和丘奇互相開槍並錯過了機會，後來丘奇承認他沒有證據就指控伯爾是錯的，而伯爾亦表示歉意，兩人握手並結束了爭端。
1799年，伯爾創立了曼哈頓銀行公司，而他和漢彌爾頓之間的敵意可能源於他的做法。在伯爾成立銀行之前，聯邦黨人通過聯邦政府的美國銀行和紐約銀行壟斷了紐約的銀行權益。這些銀行為該市貴族成員擁有的大型商業活動的運營提供資金。漢彌爾頓阻止了城市中競爭對手銀行的成立。
伯爾的曼哈頓公司不僅僅是一家銀行，它是民主共和黨促進權力和影響力的工具，其貸款針對黨派，通過向小商人提供信貸，小商人隨後獲得了足夠的財產來獲得特許權，該銀行增加了該黨的選民。作為回應，紐約的聯邦黨銀行家試圖抵制了民主共和黨商人的信貸，由此黨派衝突升級了。

### 1800年總統大選
在1800年的選舉中，伯爾結合了曼哈頓公司的政治影響力和創新的政黨競選活動，在紐約為傑弗遜提供支持。1800年，紐約州立法機關選擇了總統選舉人，就像他們在1796年對約翰·亞當斯所做的那樣。在1800年4月的立法選舉前，國會由聯邦黨控制。紐約市選举了議會議員。伯爾和漢彌爾頓是各自政黨的關鍵競選者。伯爾當選為紐約市的民主共和黨議員，使該黨擁有立法機關的控制權，這使傑弗遜和伯爾獲得了紐約的選舉人票。這在漢彌爾頓和伯爾之間又增加了矛盾。
伯爾获得了塔曼尼·霍爾的幫助，贏得了選舉代表需要的投票。在1800年與傑弗遜的選舉中，他獲得了角逐民主共和黨總統候選人的門票。儘管傑弗遜和伯爾贏得了紐約大選，但他和伯爾在總體上並列，各以73票選舉人選。民主共和黨成員理解他們原本打算讓傑弗遜擔任總統、伯爾擔任副總統，但共同投票要求眾議院做出最終選擇，而16個州中的每個州均擁有一票，當選需要九票。
在公開場合，伯爾保持沉默並拒絕將總統職位交給聯邦黨的最大敵人傑弗遜；有傳言說伯爾和一個聯邦黨派系鼓勵民主共和黨代表投票給他，以阻止傑弗遜在眾議院的選舉，但缺乏確鑿證據。而其盟友威廉·P·範內斯暗中支持聯邦黨人選舉伯爾擔任總統的計劃，並試圖讓利文斯頓加入，利文斯頓起初顯然同意，但之後又否定了，歷史學家托馬斯·貝克辯稱伯爾可能支持範內斯的計劃。

### 副總統
傑佛遜從未信任伯爾，因此他實際上被拒之門外。伯爾擔任副總統時，以其司法公正和在參議院的舉止贏得了一些敵人的稱讚，他為該辦公室培育了一些已成為歷史悠久的慣例，伯爾在主持塞繆爾·蔡斯大法官彈劾案審判時的司法方式被認為有助於維護司法獨立原則，該原則是馬伯利訴麥迪遜案於1803年確立的。一家報紙寫道，伯爾的訴訟程序是“天使的公正，惡魔的嚴酷”。
伯爾在1805年3月的告別演說使他在參議院中最嚴厲的批評者感動落淚，但是它從未被完整記錄，僅以簡短的引號說明加以保留。

## 陰謀與審判
伯爾認為與西班牙開戰是一種可能，一旦宣告戰爭，安德魯·傑克遜隨時準備幫助伯爾。伯爾的八十人遠征軍手持適度的武器進行狩獵，即便他們佔據的布倫納·哈塞特島經檢查沒有透露任何戰爭物資，但他始終宣稱其“陰謀”的目的是：如果他與一大批武裝的“農民”定居在那裡，戰爭爆發，他將有一支力量與之戰鬥並為自己爭取土地。然而，戰爭並未如伯爾所預期般到來，1819年《亞當斯-奧尼斯條約》未經戰鬥就保住了佛羅里達州在美國的地位，直到1836年伯爾去世的那一年，德克薩斯州才發生戰爭。

## 放逐與回歸
儘管他的叛國罪審判以無罪開釋結束，但伯爾希望政治捲土重來的希望破滅了，他逃離了美國及其債權人前往歐洲。漢密爾頓的醫師、亦是漢密爾頓和伯爾的朋友大衛·霍薩克博士借給了伯爾船資。
1808年至1812年伯爾生活在自我流放中，他住在英國倫敦克雷文街上的一所房子。他成為英國效益主義哲學家傑里米·邊沁的好朋友甚至是知己，有時還住在邊沁的家中。他還在蘇格蘭、丹麥、瑞典、德國和法國度過了一些時光。他曾充滿希望地為重新征服墨西哥的計劃尋求資金，但遭到拒絕。後來他被下令驅逐出英格蘭，而法國的拿破崙·波拿巴亦拒絕接受他。
從歐洲返回後，伯爾使用了他母親的姓“愛德華茲”來避開債權人。在老朋友塞繆爾·史都華和馬修·戴維斯的幫助下，伯爾返回紐約並從事律師業務。